# Episodi di Doc Martin (terza stagione)
La terza stagione della serie televisiva Doc Martin, composta da 7 episodi, è stata trasmessa in prima visione assoluta nel Regno Unito sul canale ITV dal 24 settembre al 5 novembre 2007.
In Italia, la stagione è trasmessa in prima visione assoluta su Hallmark Channel.
| Episodio | Titolo                    | Titolo in italiano | Prima TV UK       | Prima TV Italia |
| -------- | ------------------------- | ------------------ | ----------------- | --------------- |
| 1        | The Apple Doesn't Fall    |                    | 24 settembre 2007 |                 |
| 2        | Movement                  |                    | 1º ottobre 2007   |                 |
| 3        | City Slickers             |                    | 8 ottobre 2007    |                 |
| 4        | The Admirer               |                    | 15 ottobre 2007   |                 |
| 5        | The Holly Bears a Prickle |                    | 22 ottobre 2007   |                 |
| 6        | Nowt So Queer             |                    | 29 ottobre 2007   |                 |
| 7        | Happily Ever After        |                    | 5 novembre 2007   |                 |